# Calera (Alabama)
Calera es una ciudad ubicada en los condados de Shelby y Chilton en el estado estadounidense de Alabama. En el año 2000 tenía una población de 3158 habitantes y una densidad poblacional de 94.3 personas por km².

## Geografía
Calera se encuentra ubicada en las coordenadas 33°6′27″N 86°45′0″O / 33.10750, -86.75000. Según la Oficina del Censo, la localidad tiene un área total de 33,5 km² (12,9 mi²), de la cual 33,4 km² (12,9 mi²) es tierra y 0,1 km² (0 mi²) (0.10%) es agua.

## Demografía
Según la Oficina del Censo en 2000 los ingresos medios por hogar en la localidad eran de $35,650, y los ingresos medios por familia eran $42,885. Los hombres tenían unos ingresos medios de $34,042 frente a los 21,750 para las mujeres. La renta per cápita para la localidad era de $16,395. Alrededor del 12,5% de la población estaban por debajo del umbral de pobreza.